# Chamaecrista telfairiana
Chamaecrista telfairiana là một loài thực vật có hoa trong họ Đậu. Loài này được (Hook.f.) Lock miêu tả khoa học đầu tiên.